# Новоіванівка (Пологівський район)
Новоіва́нівка — село в Україні, у Гуляйпільській міській громаді Пологівського району Запорізької області. Населення становить 150 осіб. До 2017 орган місцевого самоврядування - Новомиколаївська сільська рада.

## Географія
Село Новоіванівка знаходиться в Балці Грушуватій, на відстані 2,5 км від села Новогригорівка. По селу протікає пересихаючий струмок з загатами.

## Історія
- 1808 — дата заснування як села Кримчивка.
- 12 червня 2020 року, відповідно до розпорядження Кабінету Міністрів України № 713-р «Про визначення адміністративних центрів та затвердження територій територіальних громад Запорізької області», увійшло до складу Гуляйпільської міської громади[1].
- 19 липня 2020 року, у результаті адміністративно-територіальної реформи та ліквідації Гуляйпільського району, село увійшло до складу Пологівського району[2].

## Населення
Згідно з переписом УРСР 1989 року чисельність наявного населення села становила 155 осіб, з яких 70 чоловіків та 85 жінок.
За переписом населення України 2001 року в селі мешкало 150 осіб.

### Мова
Розподіл населення за рідною мовою за даними перепису 2001 року:
| Мова       | Відсоток |
| ---------- | -------- |
| українська | 94,00 %  |
| російська  | 6,00 %   |